# 1833 ve fotografii
Tento článek obsahuje významné fotografické události v roce 1833.

## Události
- 5. července – V sedm hodin večer Josef Nicephore Niepce náhle zemřel ve svém domě v Saint Loup de Varennes. V okamžiku jeho smrti nebyl žádný z jeho objevů a vynálezů v oblasti fotografie oficiálně uznaný.[1]

## Narození v roce 1833
- 22. dubna – Jindřich Eckert, fotograf († 28. února 1905)
- 13. března – Christian Neuhaus, dánský fotograf († 21. března 1907)
- 12. května – Georg Emil Hansen, dánský fotograf († 21. prosince 1891)
- 25. května – Alfred Noack, italský fotograf († 21. listopadu 1895)
- 8. června – Johan von der Fehr, norský fotograf († 20. září 1906)
- ? – Felice Beato, britský fotograf († 29. ledna 1907)
- ? – James Bragge, novozélandský fotograf († 17. července 1908)
- ? – José Spreafico, španělský průkopník fotografie († 1880)
- ? – Albert Greiner, nizozemský portrétní fotograf (6. srpna 1833 – 28. března 1890)
- ? – Rosalie Sjöman, jedna z prvních švédských fotografek 16. října 1833 – 25. ledna 1919)
- ? – Joan Cantó i Esclús, španělský fotograf († ?)
- ? – Humphrey Lloyd Hime, irsko-kanadský fotograf, zeměměřič, obchodník a politik (17. září 1833 – 31. října 1903)
- ? – Carlos Díaz Escudero, chilský fotograf a malíř, spolu s fotografem Eduardem Cliffordem Spencerem doprovázeli chilskou armádu v jejích vojenských taženích během války v Pacifiku (1833–1903)

## Úmrtí v roce 1833
- 5. července – Josef Nicephore Niepce, francouzský fotograf, průkopník fotografie a vynálezce, autor druhé nejstarší známé fotografie Pohled z okna v Le Gras.